# Sân bay Al Wajh
Sân bay nội địa Al Wajh la fmoojt sân bay ở Al Wajh, Ả Rập Xê Út (IATA: EJH, ICAO: OEWJ). Sân bay này có 1 đường băng dài 3050 m bề mặt nhựa đường.

## Các hãng hàng không và các tuyến điểm
Hiện có các hãng hàng không sau đang hoạt động tại sân bay Al Wajh:
- Nas Air (Riyadh)
- Saudi Arabian Airlines (Jeddah, Medina, Tabuk)